# Пик, Карел
Карел Пик (эсп. Karolo Piĉ, 6 декабря 1920 года — 15 августа 1995 года) — чешской эсперантист, член Академии эсперанто, поэт и писатель коротких рассказов, эссе и романов на языке эсперанто.
Карел Пик был известным и влиятельным автором произведений на языке эсперанто. Он ввел и использовал в языке множество неологизмов, часть из которых были спорными. Помимо неологизмов, он был известен своим экспериментальным использованием языка эсперанто. Некоторые эсперантисты говорят, что Пик зашел так далеко в своих экспериментах, что вместо эсперанто использовал некий другой, придуманный им язык.
Его наиболее известный труд, воплощающий его лингвистические эксперименты, это полу-автобиографический роман La Litomiŝla tombejo (кладбище в Литомышле) (1981). На этом кладбище в его родном городе Литомышль похоронен и он сам. На его надгробном памятнике написано чешскими словами Esperantský spisovatel («эсперанто-писатель»).
Писатель, поэт и переводчик на языке эсперанто, шотландец Уильям Олд включил роман Пика в список классических произведений на языке эсперанто.

## Публикации
- Короткие истории
  - Ekkrioj de Georgino
  - Fabeloj el transe
  - La Davida harpo
  - Aboco
  - Angoro
- Новеллы
  - La Litomiŝla tombejo
  - Ordeno de verkistoj
  - Mistero de tri unuoj
  - La Bermuda triangulo
  - Klaĉejo
- Статьи
  - La granda superstiĉo
- Эссе
  - Kritiko kaj recenzistiko en Esperanto
  - La interna vivo de Esperanto
  - Esperantaj neologismoj (Неологизмы эсперанто, Esperantista 1949, pp. 57, 65)